# Финк, Герман
Герман Финк (нем. Hermann Finck; 1527, Пирна — 28 декабря 1558, Виттенберг) — немецкий органист, композитор и музыкальный теоретик. Автор трактата «Practica Musica». Внучатый племянник композитора Генриха Финка.

## Биография и творчество
Родился в 1527 году в Пирне. Сведения о его биографии крайне скудны. Известно, что он учился в Виттенбергском университете. Вероятно, около 1526 года вошёл в состав придворной капеллы Фердинанда I. С 1554 года жил в Виттенберге, где преподавал музыку в университете, а в 1557 году занял там же должность органиста. В 1555 году в Виттенберге были изданы два его вокальных сочинения: пятиголосное свадебное песнопение и четырёхголосное по случаю похорон. Написанные по случаю, они тем не менее свидетельствуют о высоком уровне композиторского мастерства и о прекрасном владении контрапунктом. Это единственные сохранившиеся произведения Финка.

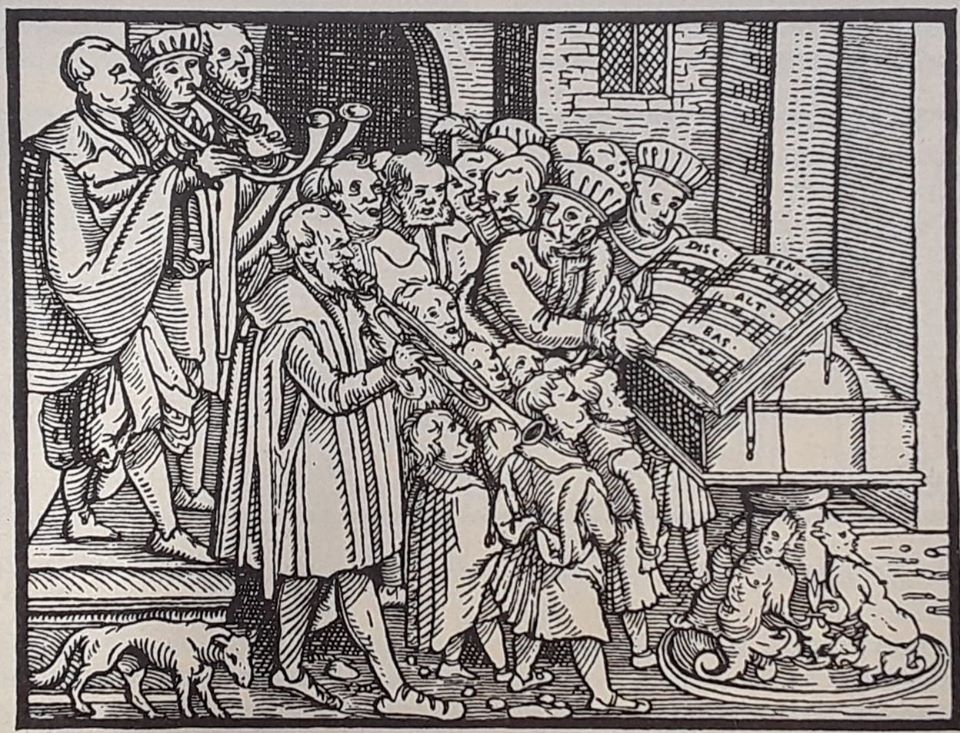
«Practica Musica». Обложка первого издания (1556)

В 1556 году вышел монументальный труд Финка — трактат в пяти книгах «Музыкальная практика» («Practica Musica»; полное название «Practica Musica Hermann Finckii, Exempla variorum signorum proportionum et canonum, Judicium de tonis, ac quaedam de Arte suaviter et artificiose cantandi continens»), который, согласно характеристике в Музыкальном словаре Римана, «даёт ему место в ряду лучших писателей того времени». Трактат касается как вопросов музыкальной теории, так и проблем современной исполнительской практики. В нём слышны отголоски средневековой музыкальной теории, в частности, в том, что касается классификации музыки — Финк, в соответствии с боэцианской традицией, делит её на мировую, человеческую и инструментальную. Вместе с тем в основных вопросах музыкальной теории Финк отходит от этой традиции, признавая античную теорию высочайшей точкой развития музыкальной культуры и обосновывая органическую связь музыки и слова. Трактат содержит также инструкции по импровизационному исполнению вокальной полифонии, проиллюстрированные примерами из произведений других авторов и мотетом собственного сочинения. В авторских отступлениях Финк предстаёт как гуманист и сторонник эволюционного взгляда на историю.
Герман Финк умер 28 декабря 1558 года, в возрасте 31 года. Похороны состоялись в Виттенберге на следующий день.